# Menzel Salem
Menzel Salem (arabe : منزل سالم) est une ville du Nord-Ouest de la Tunisie.
Rattachée administrativement au gouvernorat du Kef, elle forme une municipalité comptant 1 824 habitants en 2014.